# Prenoceratops pieganensis
Prenoceratops pieganensis es la única especie conocida del género extinto Prenoceratops (gr. "cara con cuerno previa") de dinosaurio ceratopsiano leptoceratópsido, que vivió a finales del período Cretácico, hace aproximadamente 74 millones de años, en el Campaniense, en lo que hoy es Norteamérica. Su nombre deriva del antiguo griego prene-/πρηνη- que significa "previo", cerat-/κερατ- "cuerno" y -ops/ωψ "cara". Sus fósiles han sido encontrados en la Formación Dos Medicinas en los Estados Unidos, en el estado de Montana. Descrito por Brenda J. Chinnery en 2004, siendo inusual ya que es el único neoceratopsiano basal del que se conoce un lecho de huesos. Prenoceratops fue descrito por primera vez por Brenda J. Chinnery en 2004. Es inusual ya que es el único neoceratopsiano basal conocido de un lecho óseo.
Prenoceratops medía aproximadamente 1,50 metro de largo y 70 centímetros  de alto. Su cráneo, ancho y grueso, presentaba en un pico similar al de los loros, con el cual cortaba los helechos, cicadeas y coníferas de la que se alimentaba, estando las plantas con flores limitadas geográficamente, para luego masticarlos con los dientes posteriores.
Prenoceratops pertenecía a Ceratopsia, un grupo de dinosaurios herbívoros con un pico similar al de los loros, que habitaron Norteamérica y Asia durante el periodo geológivo Cretácico. Estaba estrechamente vinculado a Leptoceratops, al cual antecede por varios millones de años. Se diferencia por una cabeza más baja, que se inclina más que la de Leptoceratops.